# Bisamberg (berg)
Bisamberg är en kulle i Österrike.   Den ligger i distriktet Korneuburg och förbundslandet Niederösterreich, i den östra delen av landet, 12 kilometer norr om huvudstaden Wien. Toppen på Bisamberg är 159 meter över havet.
Terrängen runt Bisamberg är platt åt nordost, men åt sydväst är den kuperad. Runt Bisamberg är det mycket tätbefolkat, med 3 623 invånare per kvadratkilometer.. Närmaste större samhälle är Wien, 12,1 kilometer söder om Bisamberg. 
Runt Bisamberg är det i huvudsak tätbebyggt.